# (14441) Atakanoseki
(14441) Atakanoseki est un astéroïde de la ceinture principale.

## Description
(14441) Atakanoseki est un astéroïde de la ceinture principale. Il fut découvert le 21 septembre 1992 à Kitami par Masayuki Yanai et Kazuro Watanabe. Il présente une orbite caractérisée par un demi-grand axe de 2,73 UA, une excentricité de 0,28 et une inclinaison de 8,8° par rapport à l'écliptique.

## Compléments